# Алфёрово (Муромцевское сельское поселение)
Алфёрово — деревня Судогодского района Владимирской области России, входит в состав Муромцевского сельского поселения.

## География
Деревня расположена в 10 км на юг от центра поселения посёлка Муромцево и в 13 км на юг от райцентра города Судогда. 

## История
В делах патриаршего казенного приказа от 1702 года в составе Заястребского прихода упоминалась деревня Алферово, в которой было 14 дворов. 
В XIX — первой четверти XX века деревня входила в состав Бережковской волости Судогодского уезда, с 1926 года — в составе Судогодской волости Владимирского уезда. В 1859 году в деревне числилось 31 дворов, в 1905 году — 51 дворов, в 1926 году — 60 дворов.
С 1929 года деревня являлась центром Алферовского сельсовета Судогодского района, с 1959 года — в составе Муромцевского сельсовета, с 2005 года — в составе Муромцевского сельского поселения.

## Население
| 1859 | 1905 | 1926 |
| ---- | ---- | ---- |
| 226  | 318  | 274  |

| 1859 | 1905 | 1926 | 1959 | 1970 | 1979 | 1983 |
| ---- | ---- | ---- | ---- | ---- | ---- | ---- |
| 226  | ↗318 | ↘274 | ↘207 | ↘159 | ↘104 | ↘81  |
| 2002 | 2010 | 2021 |      |      |      |      |
| ↘31  | ↘11  | ↗43  |      |      |      |      |